# Войковська (станція метро)
55°49′09″ пн. ш. 37°29′51″ сх. д. / 55.81917° пн. ш. 37.49750° сх. д.
«Во́йковська» (рос. Войковская) — станція Замоскворіцької лінії Московського метрополітену. Розташована під Ленінградським шосе між станціями «Водний стадіон» і «Сокіл». Виходи знаходяться на території району «Войковський» Північного адміністративного округу міста Москви.
Відкрита 31 грудня 1964 р. Названа на честь П. Л. Войкова.

## Технічна характеристика
Конструкція станції — колонна трипрогінна мілкого закладення, (глибина закладення — 7 м), з однією острівною прямою платформою, побудована за типовим проектом. На станції два ряди по 40 квадратних колон. Крок колон — 4 метри. Відстань між осями рядів колон — 5,9 метри.

## Пересадки
- Стрешнєво МЦД 2
- Стрешнєво
- Балтійська
- Автобуси:  023, 027, 90, 114, 179, 204, 243, 282, 461, 591, 621, 780, 888, 905, т6, т43, т57, н1

## Оздоблення
Станція «Войковська» була побудована при М. С. Хрущові після виходу постанови 1955 року «Про усунення надмірностей у проектуванні та будівництві», тому вона має скромне оздоблення. Колійні стіни покриті блакитною і чорною керамічною плиткою. Колони оздоблені білим мармуром. Підлога викладена гранітом сірих тонів. У цілому три станції відкритої в 1964 році ділянки були побудовані за типовим проектом і відрізняються лише оздобленням колон і колійних стін.
На колійних стінах висять рекламні банери. Кількістю — по три на кожній стіні, тобто всього 6. Також є дві лавки. Одна з них розташована біля північного виходу, а інша — біля південного. У центрі станції стоїть колона екстреного виклику.

## Колійний розвиток
У тунелях за станцією залишені заділи для можливого майбутнього з'єднання колій з Другою кільцевою лінією. Але, за сучасними даними, Велике кільце буде об'єднано з Третім пересадним контуром і проходитиме через станцію «Динамо».

## Виходи та пересадки
Виходи зі станції з'єднані з підземними переходами, що закінчуються павільйонами, з яких можна потрапити на Ленінградське шосе, площа Ганецького, до вулиці Зої і Олександра Космодем'янських, а також до платформи Стрешнєво Ризького напрямку Московської залізниці

## Ресурси Інтернету
- Войківська. Офіційний сайт Московського метрополітену. Архів оригіналу за 21 травня 2013. Процитовано 23 листопада 2013. (рос.)
- «Войковська» на сайті Артемія Лебедєва metro.ru [Архівовано 1 січня 2014 у Wayback Machine.] (рос.)
- «Войковська» на сайті news.metro.ru [Архівовано 4 березня 2016 у Wayback Machine.] (рос.)
- План-схема станції
- «Войковська» на KartaMetro.info — Міський транспорт, виходи в місто і схема станції на супутниковій мапі Москви.
- «Войковська» на Яндекс. Картах.